# لي سوشيت
لي سوشيت (بالإنجليزية: Le Suchet)‏ هو أحد جبال سلسلة جورا ويقع في كانتون فود في سويسرا. يحتل المرتبة رقم 412 في قائمة جبال سويسرا من حيث الارتفاع، إذ يبلغ ارتفاعه حوالي 1588 متر، بينما يبلغ ارتفاع نتوء الجبل 435 متر.